# Арахлей (село)
Арахле́й (бур. Архира) — село в Читинском районе Забайкальского края России, административный центр сельского поселения «Арахлейское».

## География
Расположено на западе Читинского района, в 93 км (по автодороге) от города Читы, на юго-западном берегу озера Арахлей.

## История
Село основано бурятами в 19 веке.

## Население
| 2002 | 2010 | 2011 | 2021 |
| ---- | ---- | ---- | ---- |
| 306  | ↗416 | ↘319 | ↗363 |